# Russelia syringiifolia
Russelia syringiifolia är en grobladsväxtart som beskrevs av Diederich Franz Leonhard von Schlechtendal och Cham.. Russelia syringiifolia ingår i släktet Russelia och familjen grobladsväxter. Inga underarter finns listade i Catalogue of Life.